# Clyde Rimple
Clyde R. Rimple (nascido em 16 de junho de 1937) é um ex-ciclista, natural de Marabella, Trinidad e Tobago. Depois de passar 20 anos de idade, tornou-se um ciclista líder, vencendo muitas corridas e qualificação para o ciclismo nos Jogos Olímpicos de Roma 1960. Após competição olímpica, ele competiu nos Jogos da Commonwealth.